# Ocoelophora lentiginosaria
Ocoelophora lentiginosaria är en fjärilsart som beskrevs av John Henry Leech 1891. Ocoelophora lentiginosaria ingår i släktet Ocoelophora och familjen mätare. Inga underarter finns listade i Catalogue of Life.